# Skrzyszów (Powiat Tarnowski)
Skrzyszów ist ein Dorf im Powiat Tarnowski der Woiwodschaft Kleinpolen in Polen. Es ist Sitz der gleichnamigen Landgemeinde mit etwa 14.100 Einwohnern.

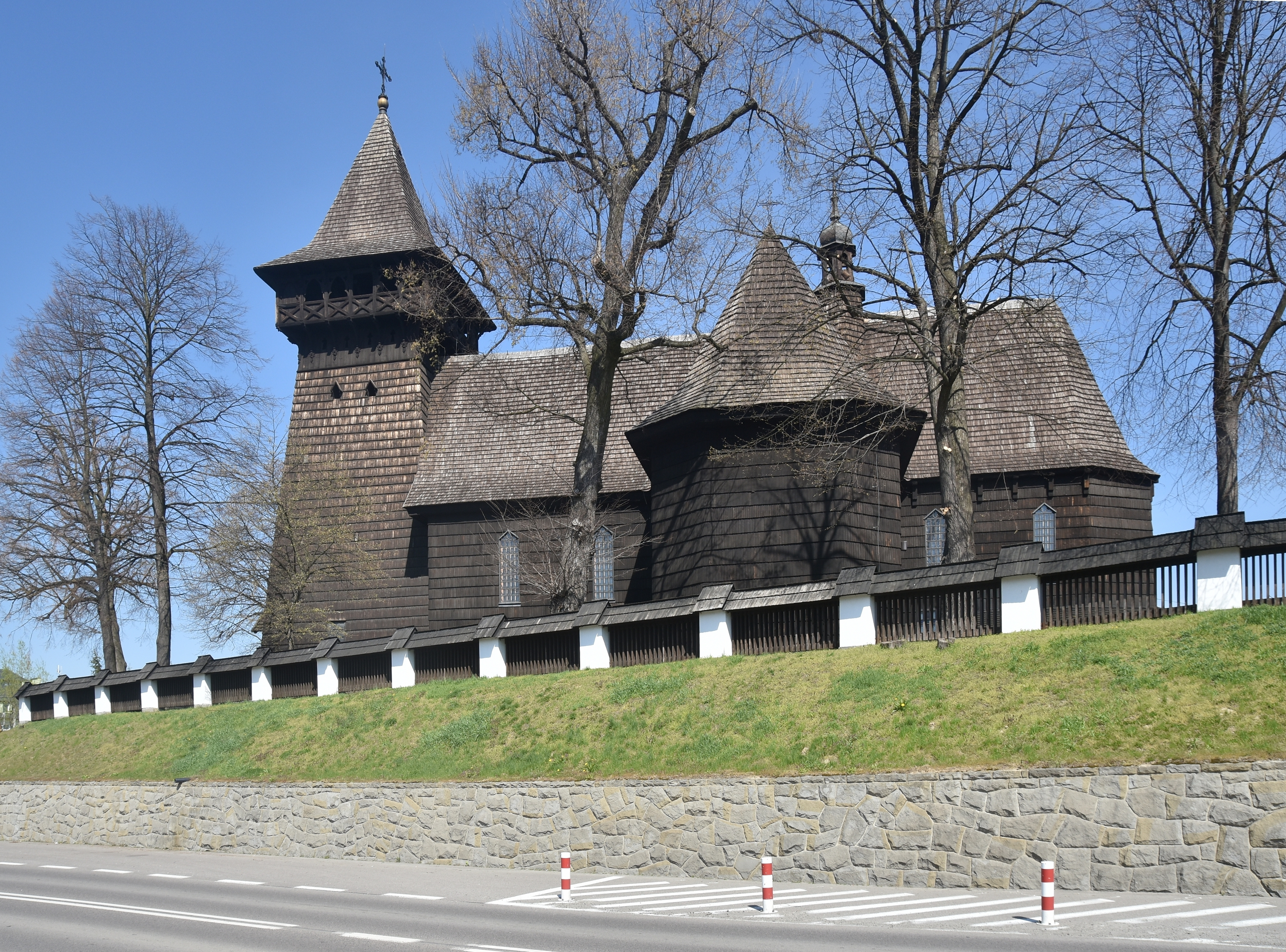
Ortskirche

## Geographie
Der Ort liegt im Ciężkowice-Gebirge, am Bach Wątok, einem rechten Zufluss der Biała. Die Nachbarorte sind die Stadt Tarnów im Nordwesten, Ładna im Norden, Szynwałd im Südosten, Łękawica im Süden, sowie Zawada im Südwesten.

## Geschichte
Die Kirche und Pfarrei in Skrzyszów wurden angeblich schon im Jahr 1313 errichtet, aber der Ort wurde 1331 als Scrzisew/Scrisew bzw. 1333 als Crisow erstmals urkundlich erwähnt. 1333 erweiterte der neue Besitzer Spycimir Leliwita das ältere Dorf im Wald stromaufwärts auf 100 flämischen Hufen. Etwas später folgte die Besiedlung entlang des Wątoks in das Szynwałd. Der besitzanzeigende Name ist vom Personennamen (S)Krzysz abgeleitet, wo die erste S eine falsche Dekomposition sein könnte.
Politisch und administrativ gehörte das Dorf zum Königreich Polen (ab 1569 Adelsrepublik Polen-Litauen), Woiwodschaft Sandomir, Kreis Pilzno.
Bei der Ersten Teilung Polens kam Skrzyszów 1772 zum neuen Königreich Galizien und Lodomerien des habsburgischen Kaiserreichs (ab 1804). Nach der Aufhebung der Patrimonialherrschaften bildete es eine Gemeinde im Bezirk Tarnów.
1918, nach dem Ende des Ersten Weltkriegs und dem Zusammenbruch der k.u.k. Monarchie, kam Skrzyszów zu Polen. Unterbrochen wurde dies nur durch die Besetzung Polens durch die Wehrmacht im Zweiten Weltkrieg.
Von 1975 bis 1998 gehörte Skrzyszów zur Woiwodschaft Tarnów.

## Gemeinde
Zur Landgemeinde (gmina wiejska) Skrzyszów gehören fünf Dörfer mit einem Schulzenamt.

## Sehenswürdigkeiten
- Holzkirche, gebaut 1517, umgebaut 1770–1776 und 1893–1894
- Gutshof, 19. Jahrhundert

## Söhne und Töchter
- Dariusz Buras (* 1971), katholischer Geistlicher, Apostolischer Administrator von Atyrau in Kasachstan